# Gavin Extence
Gavin Extence (ur. 1982 w Swineshead) – pisarz brytyjski. Zadebiutował w 2013 powieścią Wszechświat kontra Alex Woods. Otrzymał za nią nagrodę Waterstones 11 przyznawaną za najlepsze debiuty.

## Powieści
- Wszechświat kontra Alex Woods (The Universe Versus Alex Woods, 2013, wyd. polskie - 2014)
- Lustrzany świat Melody Black (The Mirror World of Melody Black, 2015, wyd. polskie - 2016)